# Lapithiou
Lapithiou (griechisch Λαπηθιού, türkisch Bozalan, Labikyu oder Lapityu) ist eine verlassene Gemeinde im Bezirk Paphos in der Republik Zypern. Bei der Volkszählung im Jahr 2021 hatte sie keine Einwohner.

## Name
Jack C. Goodwin vermutet, dass Lapithiou nach einem Ort Griechenlands benannt wurde, von dem die ersten Siedler eventuell in der späten Bronzezeit abgewandert sind. Die Zyperntürken behaupten hingegen, dass der Name Lapithiou so viel wie „kleines Lapithos“ bedeutet und die ersten Siedler aus der Stadt Lapta (türkisch Lapithos) des Bezirks Kyrenia kamen. 1958 nahmen die Zyperntürken den alternativen Namen Bozalan an.

## Lage und Umgebung

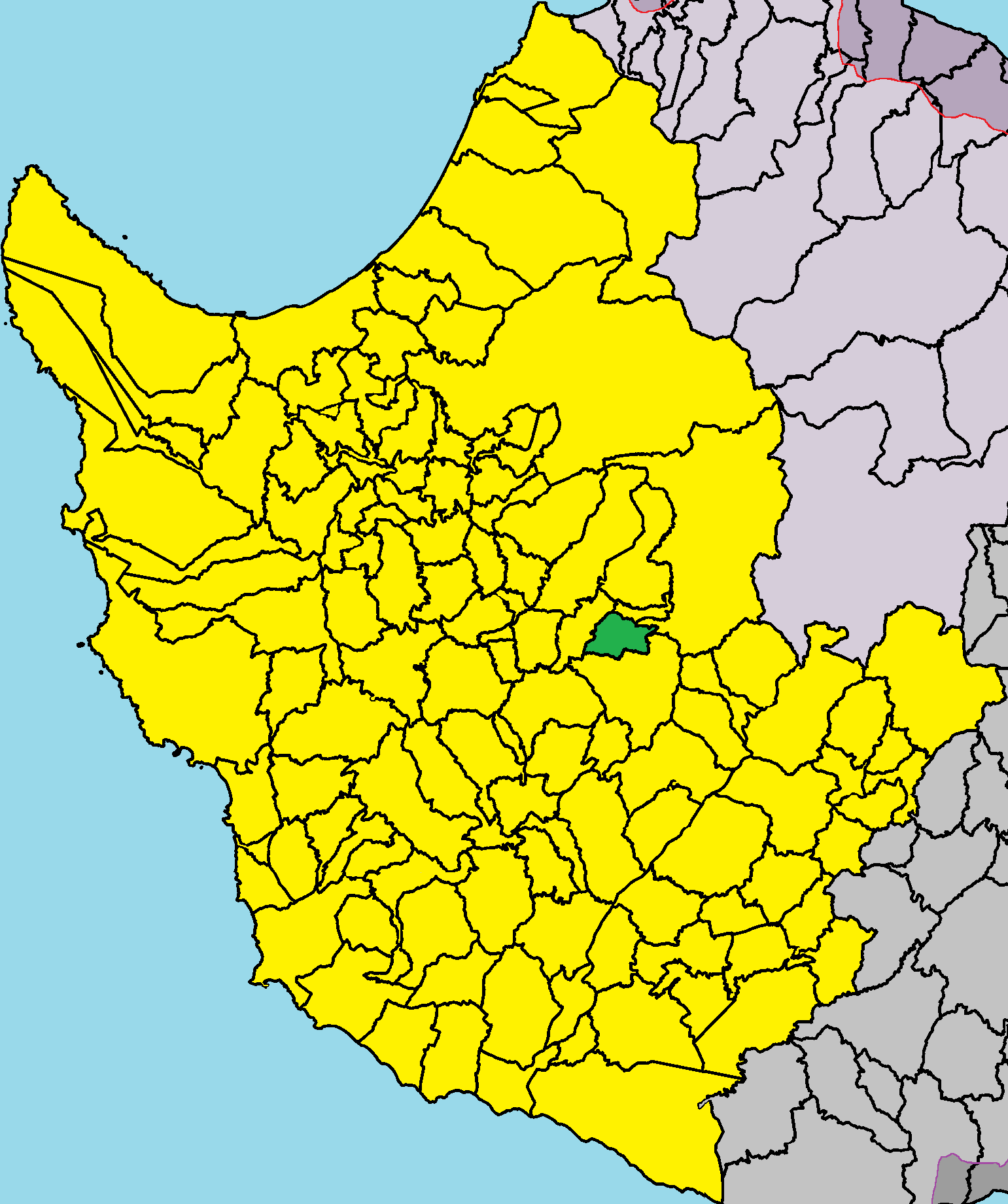
Lage im Bezirk Paphos

Lapithiou liegt im Westen der Mittelmeerinsel Zypern auf einer Höhe von etwa 550 Metern, etwa 30 Kilometer nordöstlich von Paphos, 83 Kilometer nordwestlich von Limassol und 127 Kilometer südwestlich von Nikosia. Das 4,57393 Quadratkilometer große Dorf grenzt im Norden an Mamountali, im Osten an Pano Panagia, im Osten und Süden an Statos-Agios Fotios und im Westen und Norden an Kannaviou.

## Geschichte
300 n. Chr. wurde das Heilige Kloster von Paphos auf den Ruinen eines antiken griechischen Tempels des Königs von Paphos Nikokles (374/373–361 v. Chr.), der der Göttin Hera gewidmet war, erbaut. Es ist eine der ältesten religiösen Stätten. Im 12. Jahrhundert wurde das Kloster Panagia Chrysorrogiatissa gegründet, ein prächtiger Gebäudekomplex und ein Wallfahrtsort für Touristen, die die Ikone bewundern.
Lapithiou war nach dem Erdbeben in Paphos 1953 völlig zerstört und wurde 1954 von der britischen Regierung aus Fertighäusern wieder aufgebaut.

### Bevölkerungsentwicklung
Am 8. März 1964 umzingelten zyperngriechische Truppen Lapithiou und es kam zu einem Zusammenstoß. Nach diesem Vorfall flohen die Zyperntürken des Dorfes nach Anadiou. Aufgrund schlechter Bedingungen zogen sie jedoch zehn Tage später nach Chrysochou. In der Erntezeit kehrten einige Zyperntürken aus Lapithiou wieder nach Anadiou zurück. Laut zyperntürkischen Quellen blieben etwa 50 der Dorfbewohner bis 1974 weiterhin in den Dörfern, in denen sie Zuflucht gesucht hatten.
1975 begannen die Zyperntürken aus Lapithiou (auch jene, die noch in den Zufluchtsorten lebten) ihren Umzug in den Norden Zyperns. Einige fliehen heimlich über die Berge und die restlichen Zyperntürken wurden am 27. August 1975 unter der UNFICYP-Eskorte nach Nordzypern überstellt.
Die folgende Tabelle zeigt die Bevölkerung des Dorfes, wie sie in den in Zypern durchgeführten Volkszählungen erfasst wurde.
| Jahr      | 1881 | 1891 | 1901 | 1911 | 1921 | 1931 | 1946 | 1960 | 1976 | 1982 | 1992 | 2001 | 2011 | 2021 |
| Einwohner | 147  | 126  | 125  | 127  | 111  | 108  | 146  | 156  | 1    | 8    | 0    | 0    | 0    | 0    |